# Kappa
Cette page contient des caractères spéciaux ou non latins. S’ils s’affichent mal (▯, ?, etc.), consultez la page d’aide Unicode.
Pour les articles ayant des titres homophones, voir CAPA et capa.
Pour les articles homonymes, voir Kappa (homonymie).
Kappa (capitale Κ, minuscule κ ou ϰ ; en grec κάππα) est la dixième lettre de l'alphabet grec, précédée par iota et suivie par lambda. Dérivée de la lettre kaf  de l'alphabet phénicien, elle est l'ancêtre de la lettre K de l'alphabet latin et de la lettre К de l'alphabet cyrillique.

## Usage
En grec moderne, la lettre kappa représente une consonne occlusive vélaire sourde [k]. Dans certains dialectes du grec ancien, le kappa peut également noter une aspiration de ce son, kʰ (généralement notée par la lettre chi dans les autres dialectes).
Dans le système de numération grecque, kappa vaut 20.
En relativité générale, κ est la notation usuelle de la constante d'Einstein.

## Histoire

### Origine
La lettre kappa tire son origine de la lettre correspondante de l'alphabet phénicien, . Celle-ci provient peut-être de l'alphabet protosinaïtique, une écriture utilisée dans le Sinaï il y a plus de 3 500 ans, elle-même probablement dérivée de certains hiéroglyphes égyptiens ; le hiéroglyphe sur lequel la lettre phénicienne est basée signifierait « paume » . L'alphabet phénicien atteint une forme plus ou moins standard vers le XIe siècle av. J.-C. Sa 11e lettre est une consonne (l'alphabet phénicien est un abjad qui ne note pas les voyelles) correspondant probablement au son [k].
La lettre correspondante de l'alphabet sudarabique est , k, correspondant à la lettre ከ, kä, de l'alphasyllabaire guèze. Dans les alphabets sémitiques, la lettre phénicienne a conduit au syriaque ܟ, à l'hébreu כ, à l'araméen 𐡊, à l'arabe ﻙ et au berbère ⴽ.

### Alphabets archaïques

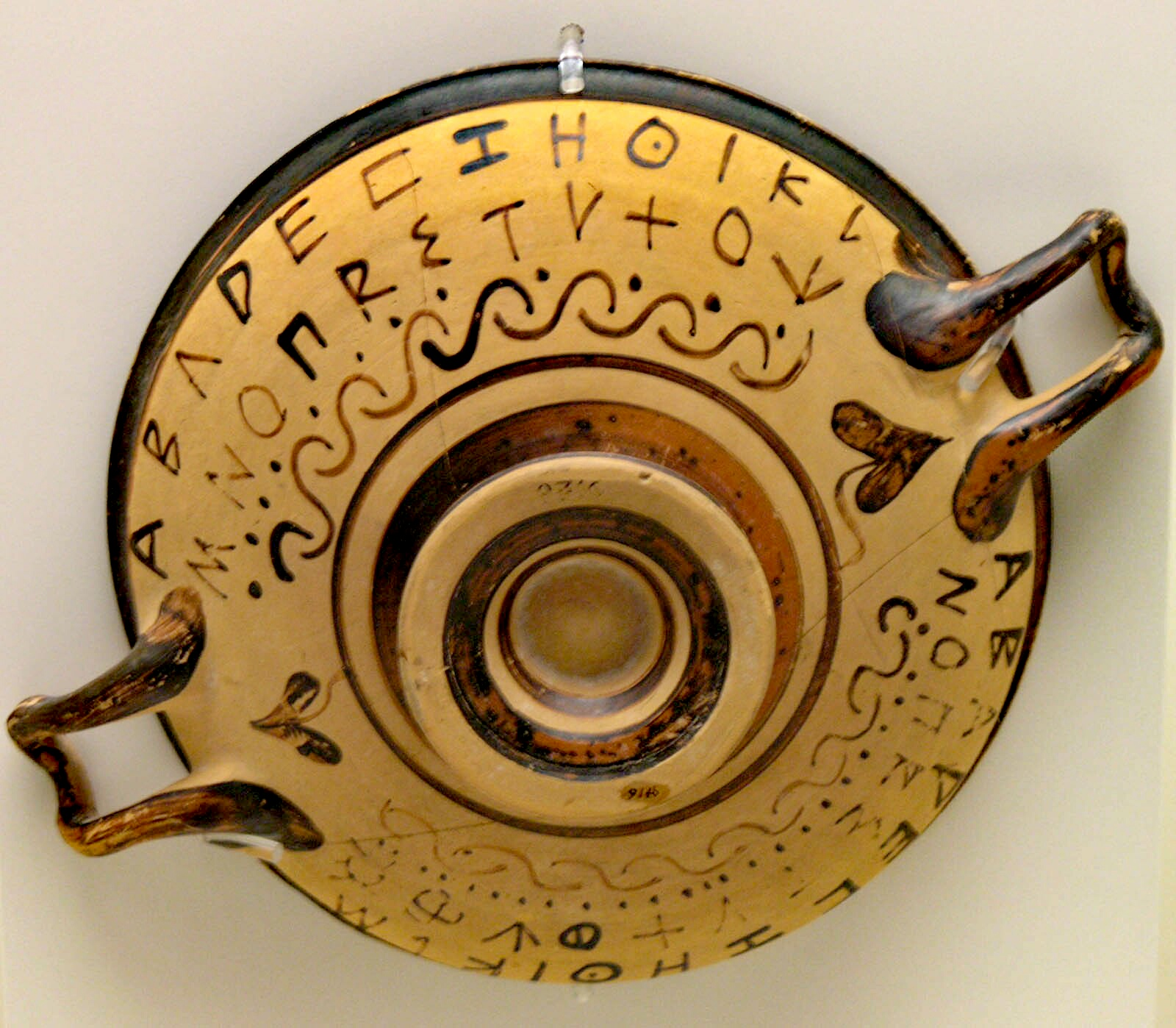
Alphabet grec peint sur la panse d'une coupe attique à figures noires.

L'alphabet grec dérive directement de l'alphabet phénicien. Sa 11e lettre devient la 11e de l'alphabet grec, la lettre archaïque digamma, abandonnée depuis, s'intercalant en 6e position. La forme de la lettre grecque reprend celle de l'alphabet phénicien et, de façon générale, diffère peu suivant les dialectes grecs ; on trouve ainsi  ou ,.
Suivant les dialectes grecs archaïques, les plosives aspirées, /pʰ, kʰ/, peuvent être notées avec des lettres différentes de leur équivalent non-aspiré, /p, k/ (Φ, Χ), avec les mêmes lettres sans distinction (Π, Κ) ou comme digrammes (ΠΗ, ΚΗ). Cette distinction permet d'ailleurs une division basique des alphabets grecs archaïques.

### Évolution
La forme actuelle de la lettre provient de l'alphabet utilisé en Ionie, qui est progressivement adopté par le reste du monde grec antique (Athènes passe un décret formel pour son adoption officielle en 403 av. J.-C. ; son usage est commun dans les cités grecques avant le milieu du IVe siècle av. J.-C.). La forme du kappa change toutefois peu. Avec l'abandon du digamma, la lettre prend la 10e position de l'alphabet.
L'alphabet grec reste monocaméral pendant longtemps. Les formes minuscules proviennent de l'onciale grecque, une graphie particulière créée à partir de la majuscule et de la cursive romaine vers le IIIe siècle et adaptée à l'écriture à la plume, et sont créées vers le IXe siècle. Pendant la Renaissance, les imprimeurs adoptent la forme minuscule pour les polices bas-de-casse, et modèlent les lettres capitales sur les formes des anciennes inscriptions, conduisant le grec à devenir bicaméral.

### Nom
Tout comme la plupart des noms des autres lettres, « kappa » ne signifie rien de particulier en grec et n'est qu'un emprunt direct au nom de la lettre en phénicien. Il est supposé que le nom de la lettre phénicienne correspondante signifierait « paume ».
En grec, la lettre est appelée κάππα (káppa) ou parfois κάπα (kápa), prononcée /ˈka.pːa/.

### Dérivés
L'alphabet étrusque est dérivé de l'alphabet grec employé en Eubée — alphabet que les Étrusques apprennent à Pithécusses (Ischia), près de Cumes. L'alphabet latin descend directement de l'alphabet étrusque ; le kappa conduit ainsi à la lettre K.
Dans l'alphabet cyrillique, le kappa donne naissance à la lettre ka, К.
Dans l'alphabet copte, la lettre conduit à la lettre kappa, Ⲕ.
Il est possible que l'alphabet arménien dérive de l'alphabet grec. Dans ce cas, le ken, Կ, dériverait du kappa.

Kaf phénicien
Kappa épigraphique grec
Kappa grec majuscule moderne
Écriture onciale
Variantes cursives
Variantes minuscules
Kappa grec minuscule moderne
Variante minuscule
K étrusque
K romain
Ka cyrillique
Kappa copte

## Typographie
La forme capitale du kappa est quasiment identique au K latin. La forme bas-de-casse possède deux variantes typographiques, héritées de l'écriture manuscrite médiévale. La première, la plus courante en typographie moderne, ressemble à une variante plus petite de la capitale : κ. La deuxième est plus arrondie : ϰ,.
En typographie habituelle, les deux formes bas-de-casse sont de simples variantes de police. Elles peuvent cependant avoir une signification différente en tant que symboles mathématiques et les systèmes informatiques offrent des codages différents pour chacune des deux.

## Codage
La majuscule Κ possède les codages suivants :
- Unicode : U+x039A
- Entité HTML : &Kappa;
- TeX : \Kappa ; {\displaystyle \mathrm {K} }
- DOS Greek : 137
- DOS Greek-2 : 181
- Windows-1253 : 202

La minuscule κ possède les codages suivants :
- Unicode : U+x03BA
- Entité HTML : &kappa;
- TeX : \kappa ; {\displaystyle \kappa }
- DOS Greek : 161
- DOS Greek-2 : 228
- Windows-1253 : 234

le symbole ϰ possède les codages suivants :
- Unicode : U+x03F0
- TeX : \varkappa ; {\displaystyle \varkappa }

Le tableau suivant recense les différents caractères Unicode utilisant le kappa :
| Caractère | Représentation | Code    | Bloc Unicode                           | Nom Unicode                                                   |
| --------- | -------------- | ------- | -------------------------------------- | ------------------------------------------------------------- |
| κ         | κ              | U+03BA  | Grec et copte                          | Lettre minuscule grecque kappa                                |
| Κ         | Κ              | U+039A  | Grec et copte                          | Lettre majuscule grecque kappa                                |
| ϰ         | ϰ              | U+03F0  | Grec et copte                          | Symbole grec kappa                                            |
| 𝚱         | 𝚱              | U+1D6B1 | Symboles mathématiques alphanumériques | Majuscule mathématique grasse kappa                           |
| 𝛋         | 𝛋              | U+1D6CB | Symboles mathématiques alphanumériques | Minuscule mathématique grasse kappa                           |
| 𝛞         | 𝛞              | U+1D6DE | Symboles mathématiques alphanumériques | Symbole mathématique gras kappa                               |
| 𝛫         | 𝛫              | U+1D6EB | Symboles mathématiques alphanumériques | Majuscule mathématique italique kappa                         |
| 𝜅         | 𝜅              | U+1D705 | Symboles mathématiques alphanumériques | Minuscule mathématique italique kappa                         |
| 𝜘         | 𝜘              | U+1D718 | Symboles mathématiques alphanumériques | Symbole mathématique italique kappa                           |
| 𝜥         | 𝜥              | U+1D725 | Symboles mathématiques alphanumériques | Majuscule mathématique italique grasse kappa                  |
| 𝜿         | 𝜿              | U+1D73F | Symboles mathématiques alphanumériques | Minuscule mathématique italique grasse kappa                  |
| 𝝒         | 𝝒              | U+1D752 | Symboles mathématiques alphanumériques | Symbole mathématique italique gras kappa                      |
| 𝝟         | 𝝟              | U+1D75F | Symboles mathématiques alphanumériques | Majuscule mathématique grasse sans empattement kappa          |
| 𝝹         | 𝝹              | U+1D779 | Symboles mathématiques alphanumériques | Minuscule mathématique grasse sans empattement kappa          |
| 𝞌         | 𝞌              | U+1D78C | Symboles mathématiques alphanumériques | Symbole mathématique gras sans empattement kappa              |
| 𝞙         | 𝞙              | U+1D799 | Symboles mathématiques alphanumériques | Majuscule mathématique italique grasse sans empattement kappa |
| 𝞳         | 𝞳              | U+1D7B3 | Symboles mathématiques alphanumériques | Minuscule mathématique italique grasse sans empattement kappa |
| 𝟆         | 𝟆              | U+1D7C6 | Symboles mathématiques alphanumériques | Symbole mathématique italique gras sans empattement kappa     |